# Proablepharus
Genre
Proablepharus est un genre de sauriens de la famille des Scincidae.

## Répartition
Les espèces de ce genre sont endémiques d'Australie.

## Liste des espèces
Selon The Reptile Database (27 novembre 2012) :
- Proablepharus barrylyoni Couper, Limpus, Mcdonald & Amey, 2010
- Proablepharus kinghorni (Copland, 1947)
- Proablepharus naranjicaudus Greer, Fisher & Horner, 2004
- Proablepharus reginae (Glauert, 1960)
- Proablepharus tenuis (Broom, 1896)

## Publication originale
- Fuhn, 1969 : The "polyphyletic" origin of the genus Ablepharus (Reptilia: Scincidae). A case of parallel evolution. Zeitschrift für Zoologische Systematik und Evolutionsforschung, vol. 7, p. 67–76.